# Estadio Joel Gutiérrez
El Estadio Joel Gutiérrez es un estadio ubicado en el distrito de Gregorio Albarracín, Tacna, Perú. Tiene una capacidad para 21 000 espectadores. Alberga mayormente los partidos de la Liga Distrital de Gregorio Albarracín.
En 2014 fue escenario de la Final del Torneo de Promoción y Reserva entre los equipos de FBC Melgar y Universitario, siendo ganado el torneo por el cuadro arequipeño tras imponerse por 4 goles a 0 al equipo de Lima.

## Definiciones
| Fecha      | Local      | Resultado | Visitante     | Competición                                  |
| ---------- | ---------- | --------- | ------------- | -------------------------------------------- |
| 04-12-2014 | FBC Melgar | 4 - 0     | Universitario | Final del Torneo de Promoción y Reserva 2014 |

| Fecha      | Local                | Resultado         | Visitante          | Competición |
| ---------- | -------------------- | ----------------- | ------------------ | ----------- |
| 04-04-2025 | Bentín Tacna Heroica | Localía cancelada | Deportivo Moquegua | Liga 2 2025 |